# Universität Erfurt

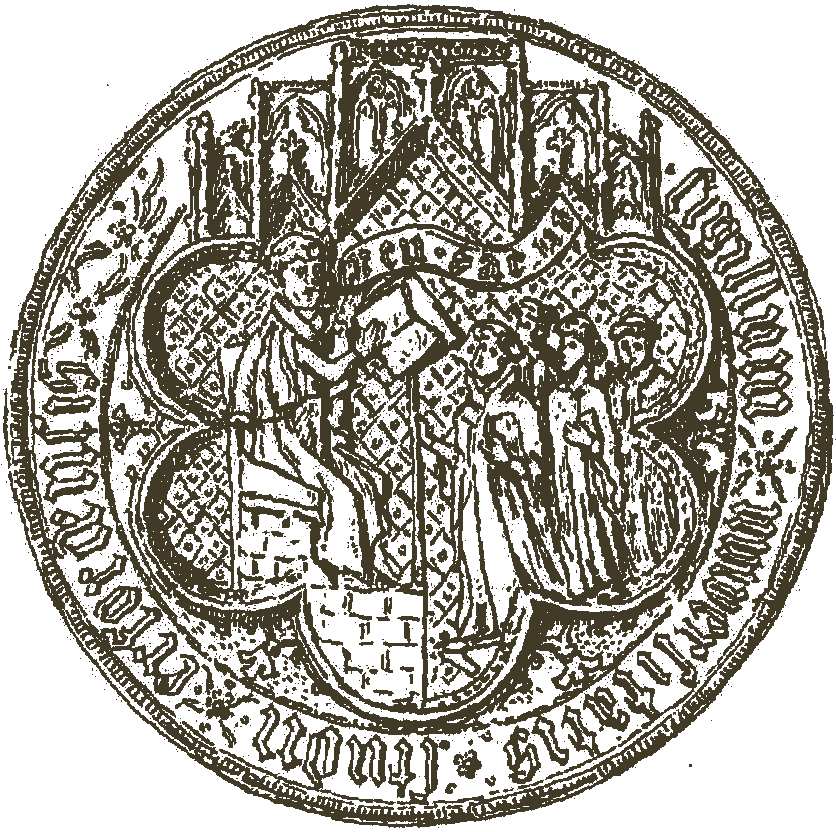
Altes Siegel der Universität, heute noch unter anderem bei den Staatswissenschaftlern in Gebrauch

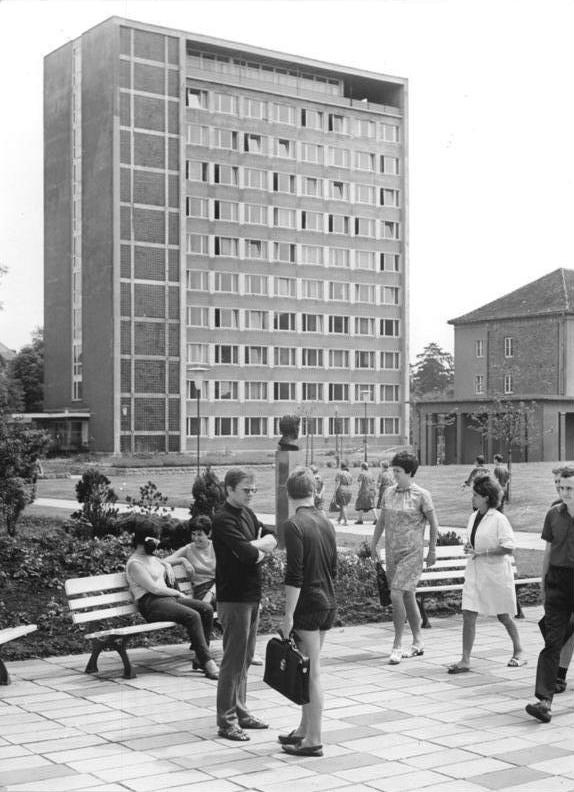
Campus der Pädagogischen Hochschule 1969

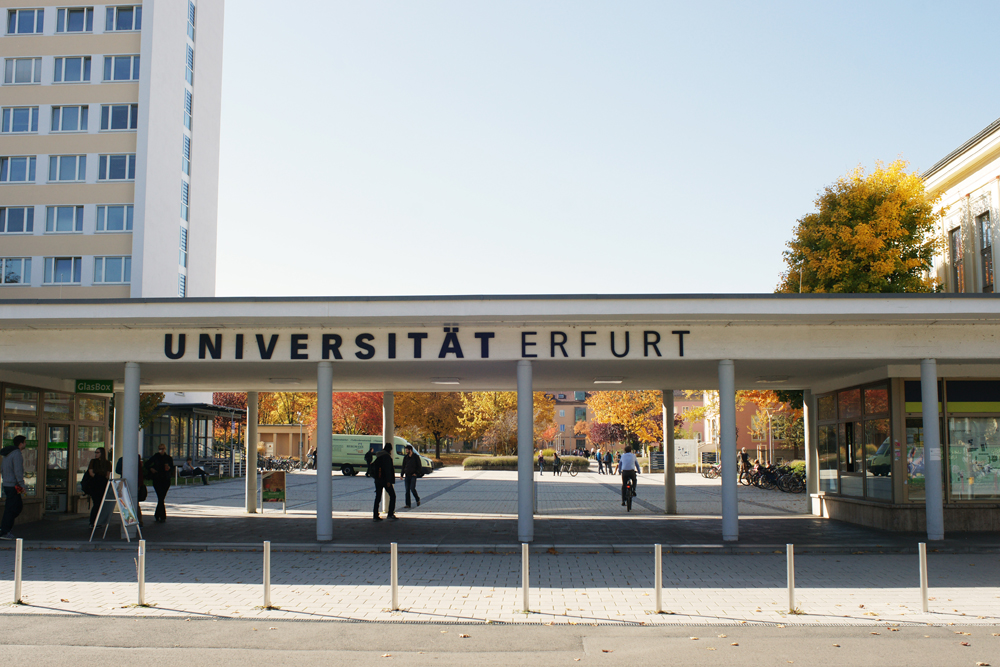
Eingangsbereich der Universität Erfurt

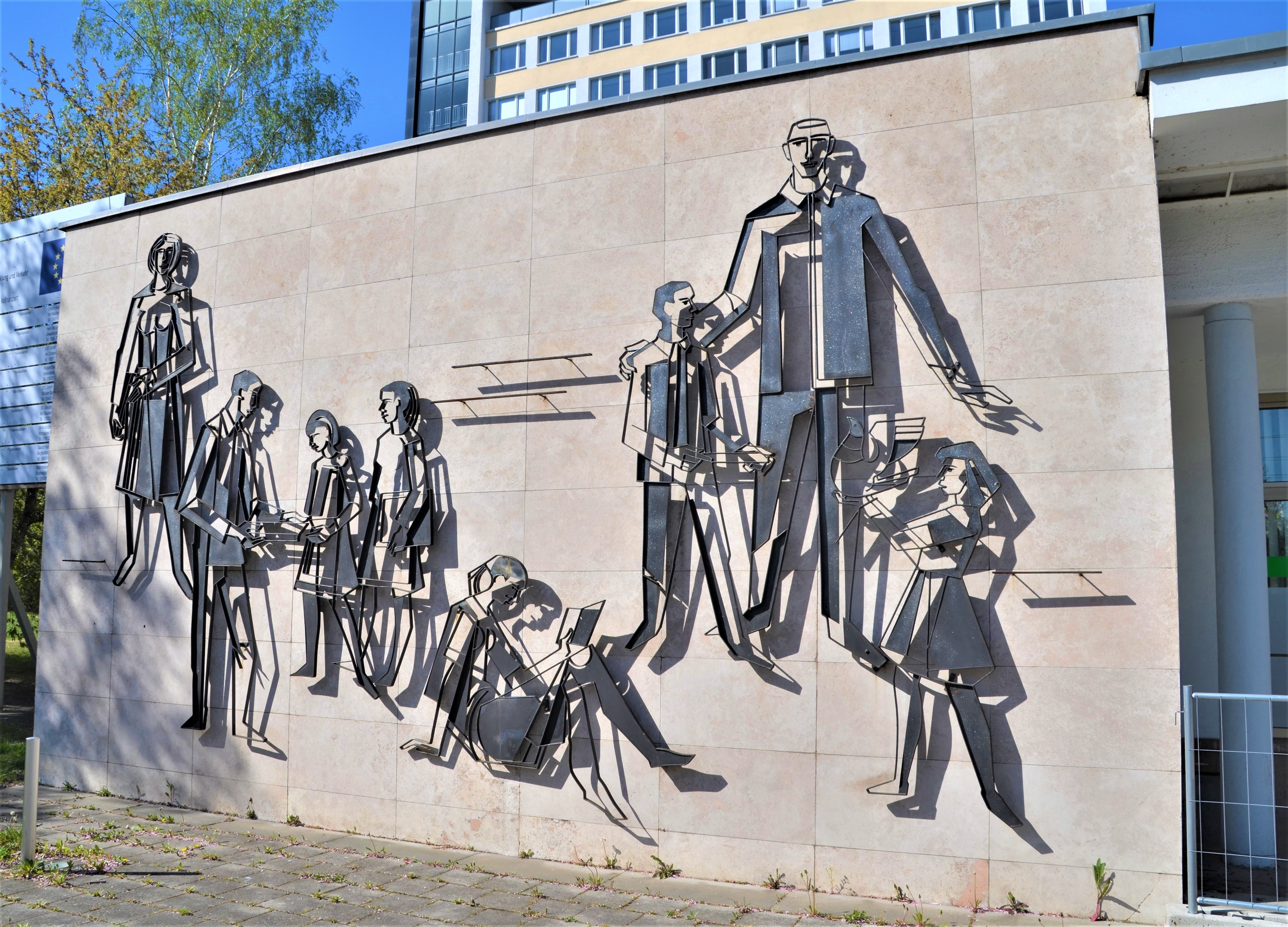
Relief im Eingangsbereich

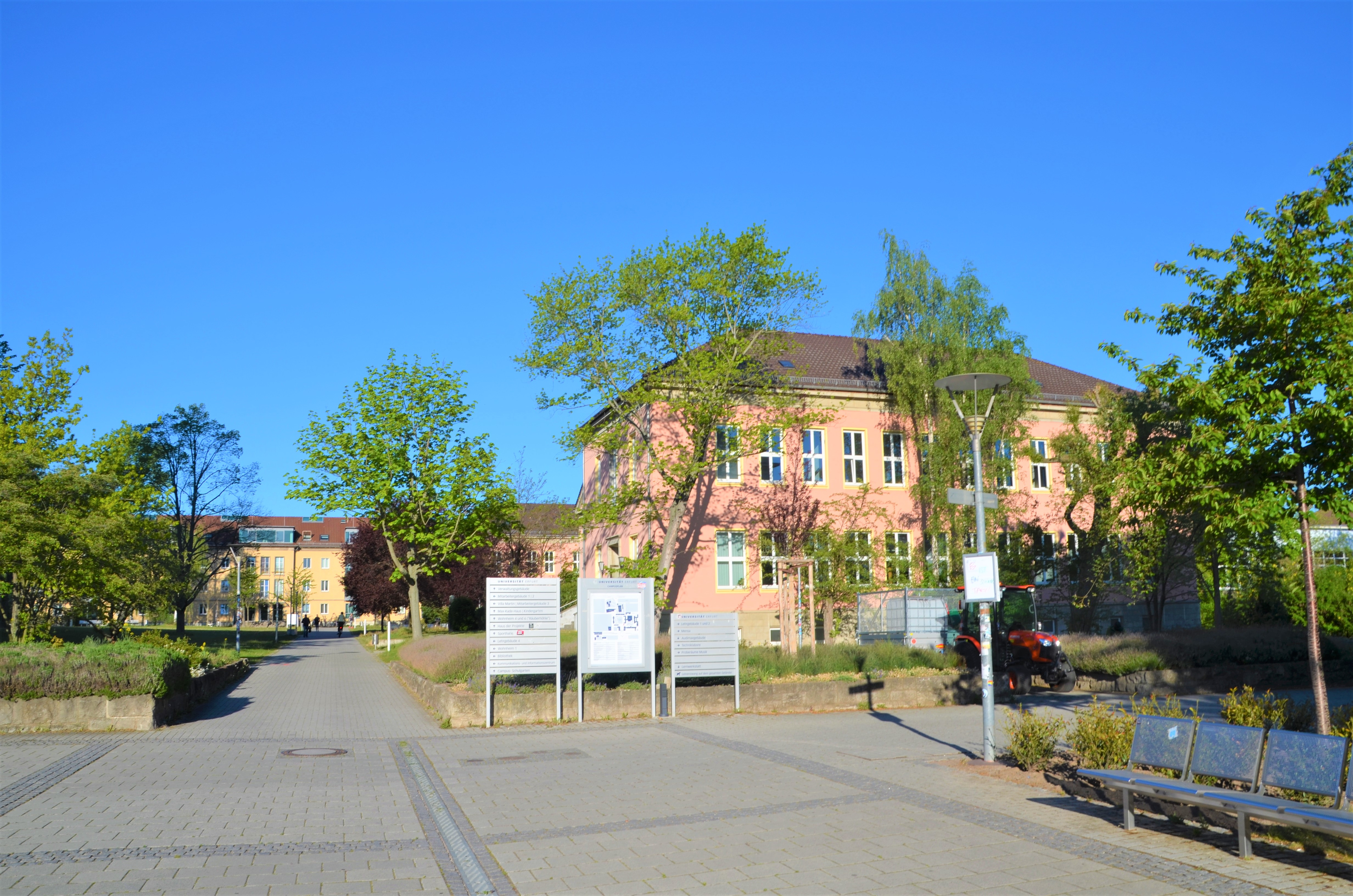
Blick auf den Campus vom Eingangsbereich aus

Die alte Universität Erfurt (Universitas Studii Erfordiensis oder Hierana) wurde aufgrund einer Stiftungsurkunde von Papst Clemens VII. im Jahr 1379 und in darauffolgender Bestätigung durch Papst Urban VI. vom 4. Mai 1389 errichtet. Sie wurde in der zweiten Woche nach Ostern 1392 offiziell eröffnet. Nimmt man die auf Antrag der Erfurter Bürgerschaft erteilte Gründungsurkunde als Referenz, so ist die Universität Erfurt die älteste Universität Deutschlands, jedoch war sie später für fast zwei Jahrhunderte geschlossen. Darüber hinaus nahm bereits zuvor die Universität Heidelberg im Jahre 1386 den regulären Lehrbetrieb auf. Bis zu ihrer Schließung 1816 wies die Hierana mit ihrem bis ins 13. Jahrhundert zurückreichenden Generalstudium die längste Hochschultradition in Deutschland auf. Nach der deutschen Wiedervereinigung erfolgte 1994 die Neugründung als Universität. Die zu DDR-Zeiten begründete Pädagogische Hochschule Erfurt/Mühlhausen sowie weitere Einrichtungen gingen in der wiedererrichteten Universität auf. Ausgeschlossen davon wurde die bis 1993 existierende Medizinische Hochschule Erfurt. Heute ist die Universität Erfurt eine von vier Universitäten im Freistaat Thüringen.

## Geschichte

### Erste Universität
Die erste Universität nahm im Jahre 1389 ihren Betrieb auf. Nach mehreren Blütezeiten wurde sie 1816 mit nur noch 20 Studenten geschlossen.

### Andere Akademien und Hochschulen in Erfurt
Von 1954 bis 1993 bestand in Erfurt mit der Medizinischen Akademie Erfurt eine akademische Ausbildungsstätte für Ärzte und ab 1975 auch für Zahnärzte, die sich in der Tradition der alten Universität Erfurt sah. Ihre 1960 gebildete Abteilung für Geschichte der Medizin machte sich um die Erforschung der Erfurter Wissenschafts- und Universitätsgeschichte verdient. Die Medizinische Akademie (ab 1992 Medizinische Hochschule) wurde – trotz positiver Evaluierung durch den Wissenschaftsrat – nicht als Fakultät in die Universität übernommen. Stattdessen konzentrierte das Land Thüringen die kostenintensive Medizinerausbildung an der Friedrich-Schiller-Universität Jena.
Von 1929 bis 1931 bestand die Pädagogische Akademie Erfurt. 1953 wurde das Pädagogische Institut Erfurt gegründet. Dieses Institut wurde 1969 mit dem Pädagogischen Institut Mühlhausen zusammengeschlossen. Diese neue Einrichtung bestand forthin als Pädagogische Hochschule Erfurt/Mühlhausen, respektive zeitweise als Pädagogische Hochschule „Dr. Theodor Neubauer“ Erfurt/Mühlhausen.

### Wiedererrichtung
Ab 1987 engagierten sich Mitglieder der heutigen Universitätsgesellschaft Erfurt für eine Wiedergründung der Universität, die mit der Wende 1989 auf deren Initiative hin rasch Gestalt annahm. Am 25. Juni 1993 erließ die Landesregierung eine Rechtsverordnung „über Aufgaben und Zusammensetzung der Gründungskommission zur Vorbereitung der Gründung der Universität Erfurt“. Im Dezember 1993 beschloss der Landtag des Freistaats Thüringen, die Universität wiederzuerrichten. Sie war bis zur Gründung der Technischen Universität Nürnberg die jüngste staatliche Universität Deutschlands, die ohne bestehende Vorgängereinrichtung neugegründet wurde, und zugleich eine der ältesten, welche über eine bis ins Mittelalter zurückreichende Tradition verfügt.
Die Universität nutzt am Standort Nordhäuser Straße die größtenteils in den 1950er- und 1960er-Jahren errichteten Gebäude des Pädagogischen Instituts (später Pädagogische Hochschule). Sie weisen in großen Teilen den damals für solche Bauten in der DDR charakteristischen neoklassizistischen Stil auf, illustrieren aber auch den Wandel der Architektur in dieser Zeit. Das Auditorium maximum stammt aus den Jahren 1956 bis 1961.
Die juristische Wiedergründung der Universität in Erfurt erfolgte zum 1. Januar 1994. Der Lehrbetrieb wurde zum Wintersemester 1999/2000 aufgenommen, kurz nachdem der Gründungspräsident Peter Glotz die Universität wieder verlassen hatte. Sein Nachfolger wurde Wolfgang Bergsdorf. 2001 wurde die Pädagogische Hochschule Erfurt in die Universität eingegliedert. Zwei Jahre später wurde mit der Katholisch-Theologischen Fakultät die zuvor von den katholischen Diözesen Ostdeutschlands getragene Theologische Fakultät Erfurt samt Priesterseminar (Nachfolgerin des 1952 errichteten Philosophisch-Theologischen Studiums Erfurt) als vierte Fakultät in die Universität integriert. Anfang der 1990er-Jahre gab es zudem Pläne die Kirchliche Hochschule Naumburg in die Universität einzugliedern. Diese wurden nicht realisiert.

### Neuere Entwicklungen
Wegen chronischer Unterfinanzierung kam es 2003 zu umfangreichen Entlassungen und Nicht-Besetzungen freier Stellen, die wie in ganz Thüringen Studentenproteste auslösten. Unter Anpassung einiger der ursprünglichen Reformziele konnte die Situation durch administrative Maßnahmen der Universitätsleitung und der -gremien stabilisiert werden.
2005 und 2008 schnitten die Studienrichtung Kommunikationswissenschaft und einige Studienrichtungen der Staatswissenschaftlichen Fakultät der Universität in der Spitzengruppe des Hochschulrankings vom Centrum für Hochschulentwicklung (CHE) und dem Magazin stern ab. Zahlreiche Studiengänge wurden von der Akkreditierungsagentur ACQUIN akkreditiert. Im selben Jahr wurde die Universität Erfurt vom „Audit Familiengerechte Hochschule“ der gemeinnützigen Hertie-Stiftung als besonders familiengerechte Hochschule ausgezeichnet.

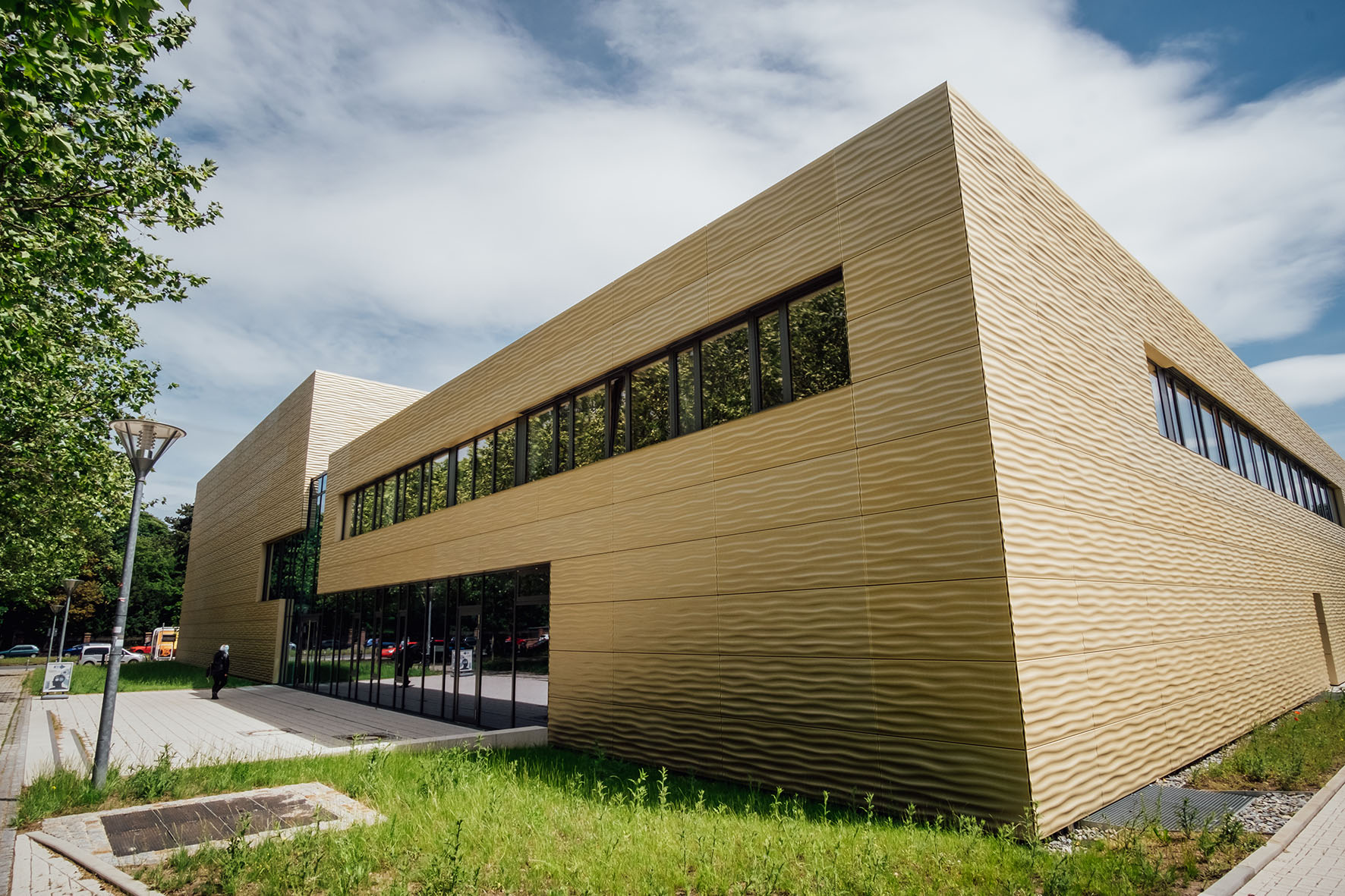
Kommunikations- und Informationszentrum (KIZ)

2016 wurde das Kommunikations- und Informationszentrum (KIZ) auf dem Campus eröffnet. Es beherbergt neben dem Universitätsrechenzentrum Hörsäle und ein Bibliotheksmagazin.
Seit Juli 2019 ist die Universität Mitglied der DFG. Bei der Aufnahme wurde die Forschungsstärke der Hochschule hervorgehoben. Die Universität Erfurt ist das 97. Mitglied der DFG. Im Oktober 2019 fand der Spatenstich für den Neubau des Forschungsgebäudes „Weltbeziehungen“ mit 160 Arbeitsplätzen statt. Es war das erste rein geisteswissenschaftliche Forschungsprojekt, das vom Bund den Zuschlag für ein eigenes Forschungsgebäude erhalten hat. Es soll hauptsächlich durch das Max-Weber-Kolleg der Universität genutzt werden.
Das Betreuungsverhältnis betrug Anfang der 2000er-Jahre etwa 30 Studierende auf einen Hochschullehrer. Derzeit liegt das Betreuungsverhältnis an der Universität bei etwa 60 Studierenden auf einen Hochschullehrer.

## Besondere Einrichtungen

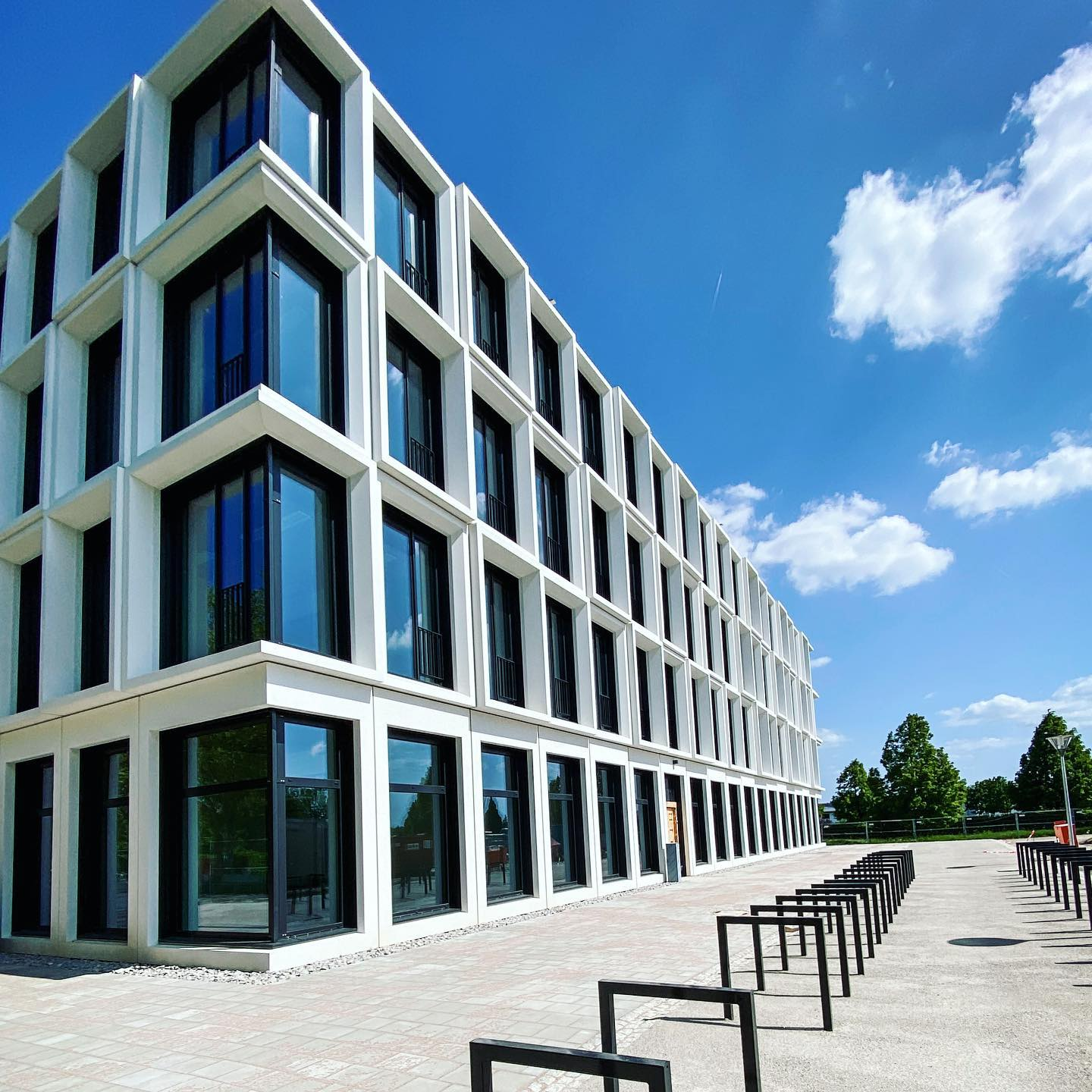
Max-Weber-Kolleg im Forschungsbau Weltbeziehungen

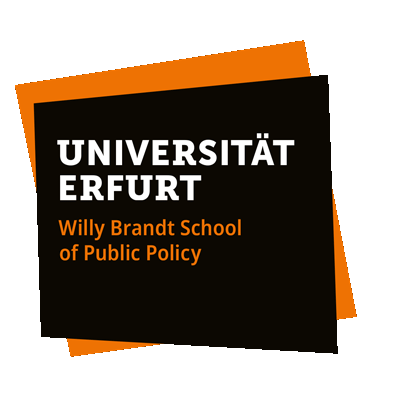
Logo der Willy Brandt School

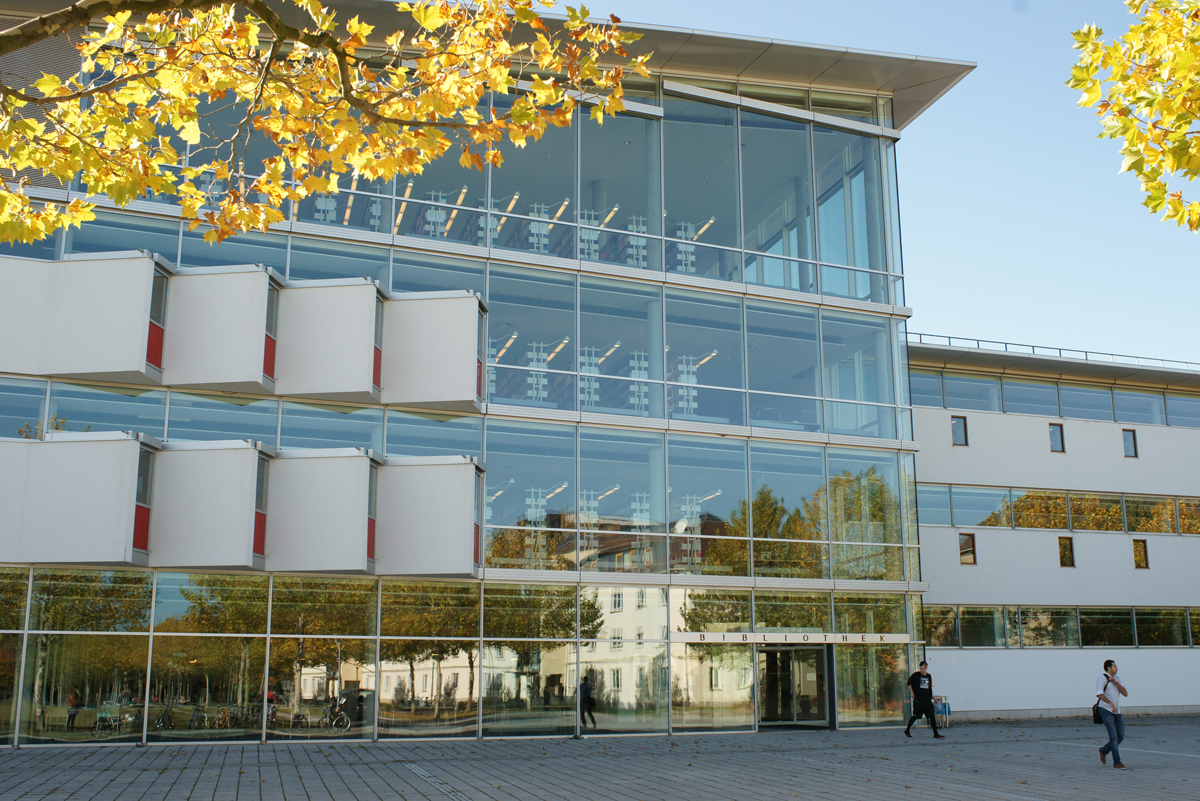
Universitätsbibliothek Erfurt

### Max-Weber-Kolleg
Zu den besonderen Einrichtungen der Universität zählt das Max-Weber-Kolleg für kultur- und sozialwissenschaftliche Studien, ein Institute for Advanced Study mit einem angeschlossenen Graduiertenkolleg, an dem Wissenschaftler aus verschiedenen Disziplinen (so z. B. Soziologie, Geschichtswissenschaft, Philosophie, Theologie, Religions-, Rechts- und Wirtschaftswissenschaft) auf Zeit zu Fellows bestellt werden, die sich an einem Weberschen Forschungsprogramm beteiligen sollen und die Kollegiaten – sowohl Doktoranden als auch Habilitanden – betreuen. Für das Max-Weber-Kolleg wird derzeit ein Forschungsneubau auf dem Campus errichtet.

### Willy Brandt School
Eine weitere Einrichtung ist die weitgehend durch Drittmittel getragene Erfurt School of Public Policy (ESPP), 2009 umbenannt zur Willy Brandt School of Public Policy, eine nach angloamerikanischem Vorbild konzipierte Professional School, die seit 2002 den ersten deutschen Studiengang zum Erwerb des Master of Public Policy (MPP) anbietet und in Kooperation mit der Staatswissenschaftlichen Fakultät als zentrale Einrichtung der Universität besteht.

### Forschungszentrum Gotha
Im benachbarten Gotha, dem Ort der Forschungsbibliothek Gotha und der Sammlung Perthes, unterhält die Universität das Forschungszentrum Gotha mit spezifischer Ausrichtung auf die Sammlungen der Gothaer Archive, des Schlosses Friedenstein und der Forschungsbibliothek und einem theoretischen Fokus auf Wissenskulturen der frühen Neuzeit. An die Einrichtung mit Tagungsräumen und Arbeitsplätzen sind einerseits langfristige drittmittelfinanzierte Forschungsprojekte und andererseits Stipendienprogramme im Spektrum von der Promotionsförderung über Postdoc-Programme bis zur Förderung von Forschungsaufenthalten etablierter Wissenschaftler angebunden.

### Universitätsgesellschaft
Als Fördergesellschaft für die Universität fungiert die Universitätsgesellschaft Erfurt. 2002 wurde die Michaeliskirche in Erfurt nach 1392 zum zweiten Mal zur Universitätskirche ernannt.

### Bibliotheken der Universität
Die Universitätsbibliothek Erfurt wurde im Jahr 1999 mit der Forschungs- und Landesbibliothek Gotha vereinigt. Als Universitäts- und Forschungsbibliothek Erfurt/Gotha verfügte sie über einen Bestand von etwa 750.000 Bänden in Erfurt sowie etwa 550.000 Bände vorwiegend aus dem 16. bis 19. Jahrhundert in Gotha. Zum Bibliotheksbestand gehörten auch ca. 10.000 Handschriften sowie die berühmte Gelehrtenbibliothek Bibliotheca Amploniana mit fast 1000 mittelalterlichen und frühneuzeitlichen Handschriften, die niemals Teil der Universitätsbibliothek der alten Universität Erfurt war, sondern stets dem von Amplonius Rating de Berka gegründeten Collegium Porta Coeli gehörte.
Im März 2018 wurden die Universitätsbibliothek Erfurt und die Forschungsbibliothek Gotha wieder eigenständige universitäre Einrichtungen, wobei die Forschungsbibliothek Gotha seitdem eine wissenschaftliche Einrichtung der Universität ist.

## Fakultäten und Fachbereiche

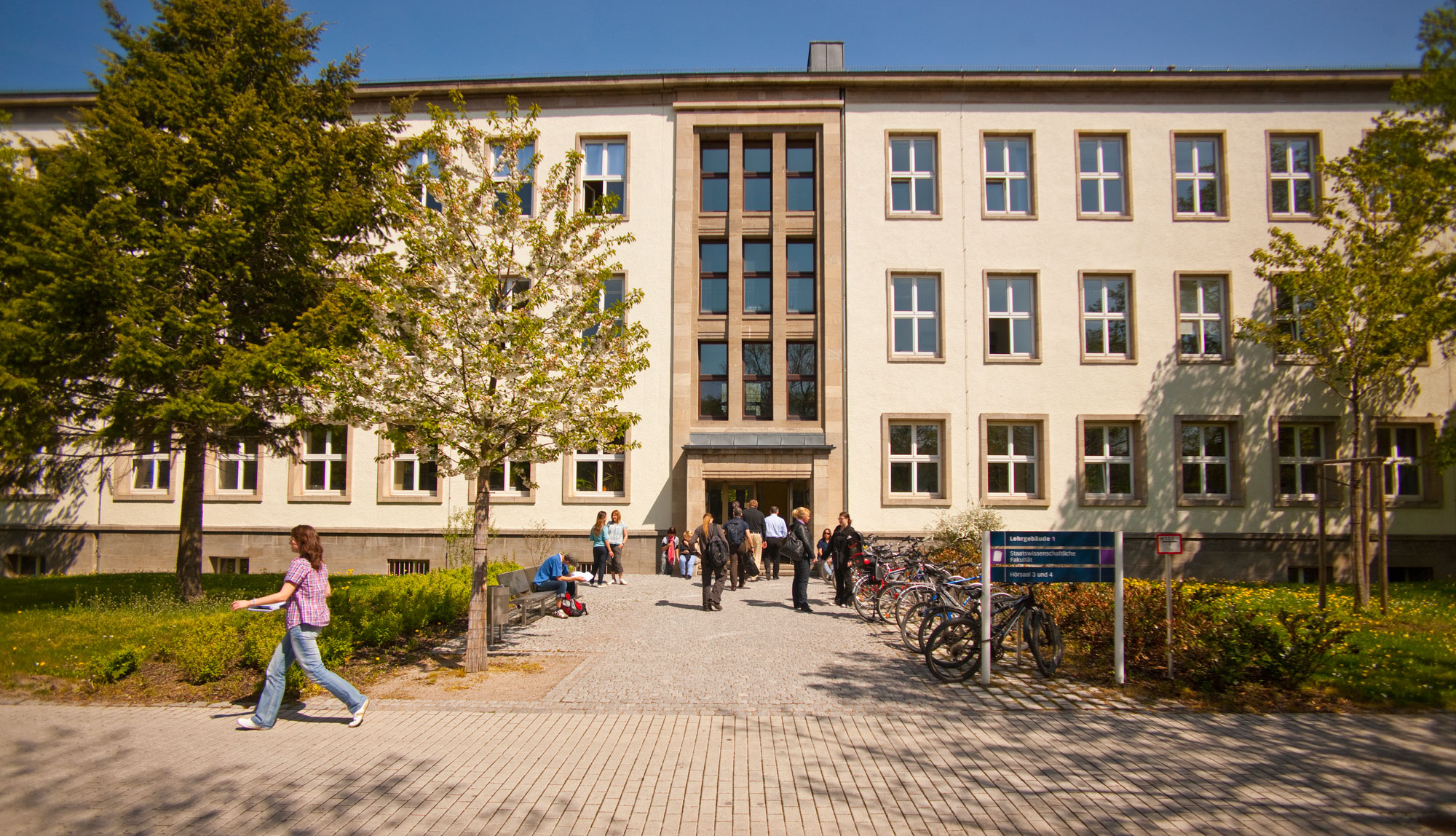
Staatswissenschaftliche Fakultät der Universität Erfurt

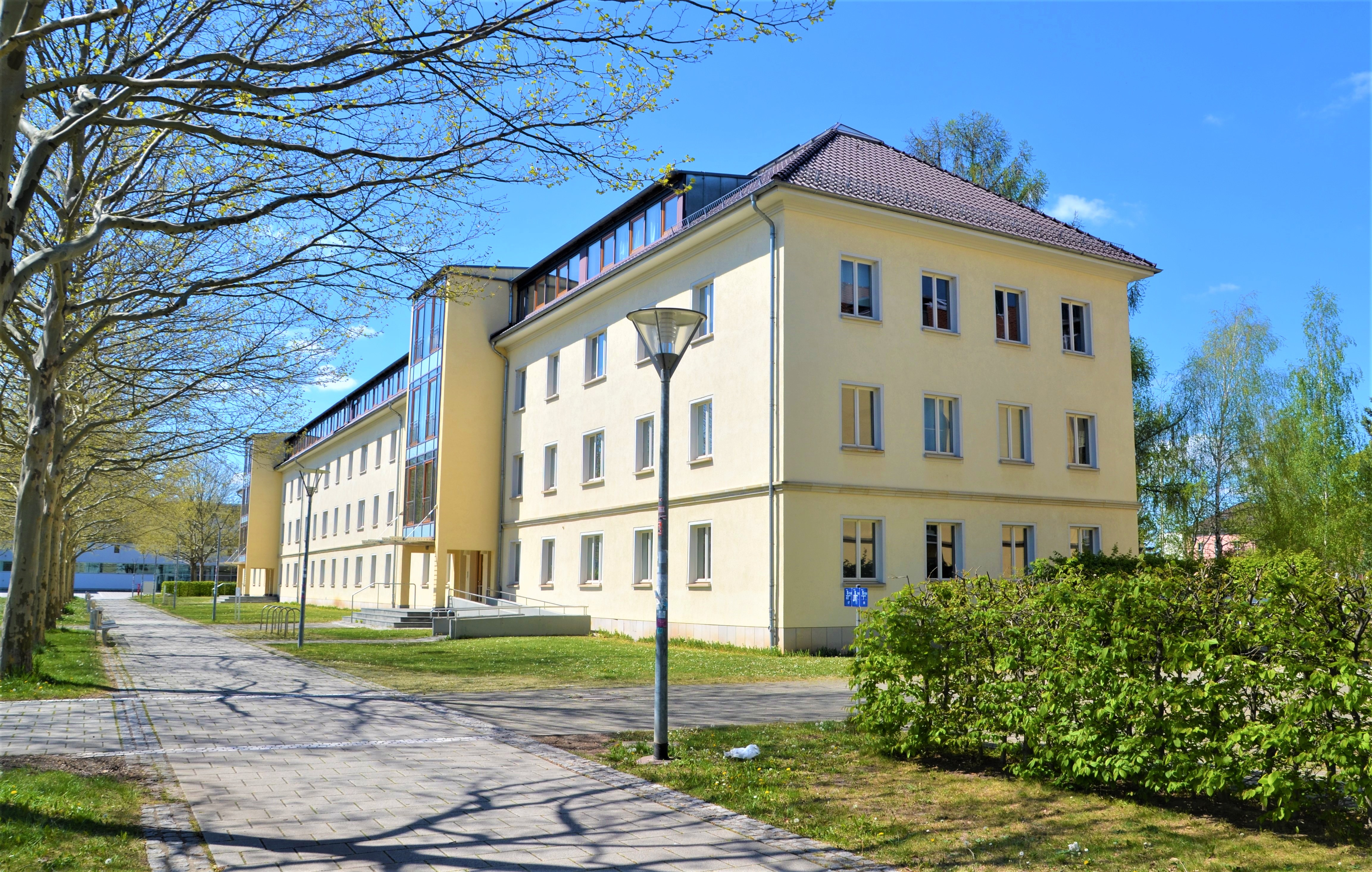
Philosophische Fakultät der Universität Erfurt

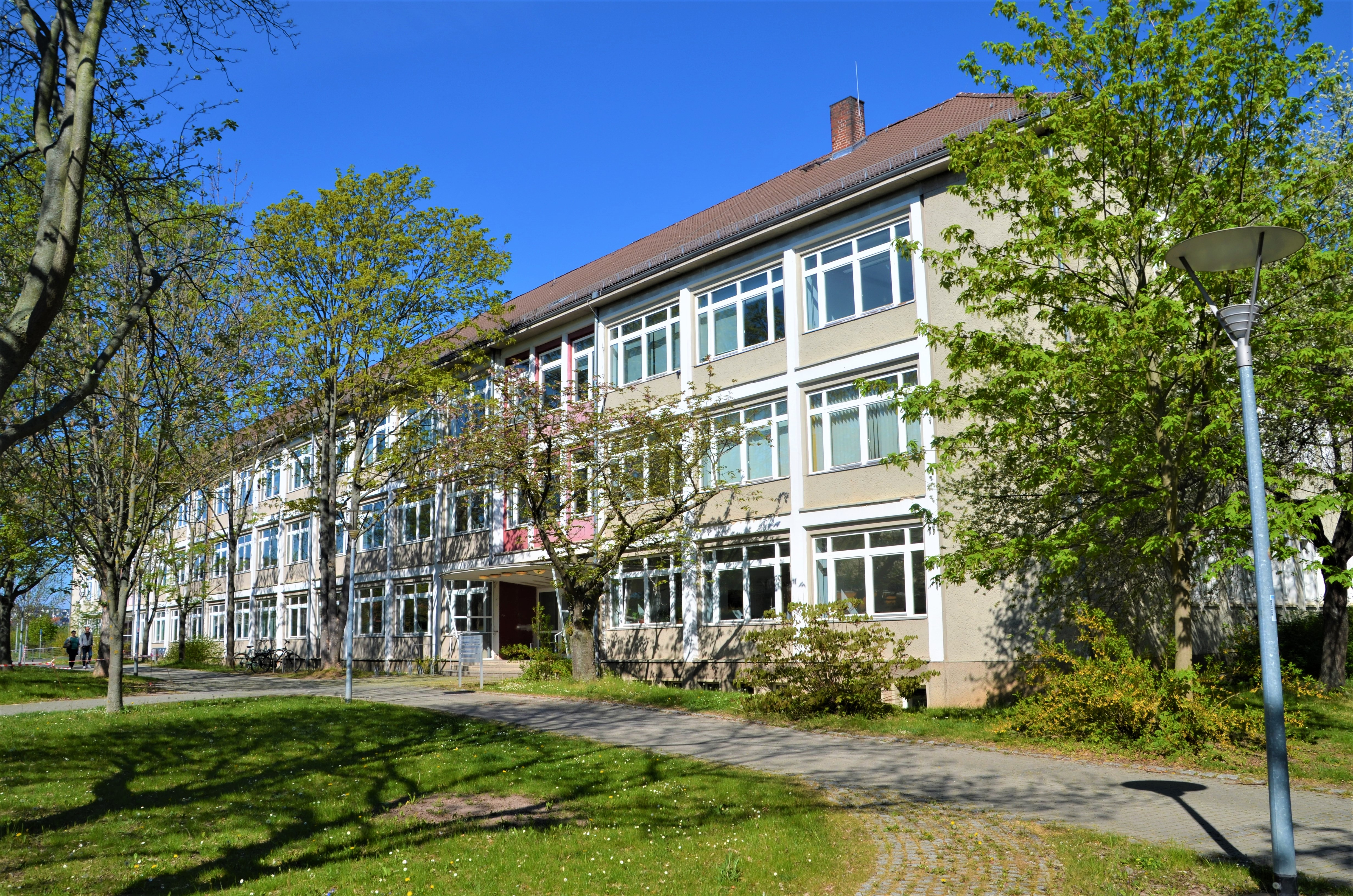
Erziehungswissenschaftliche Fakultät der Universität Erfurt

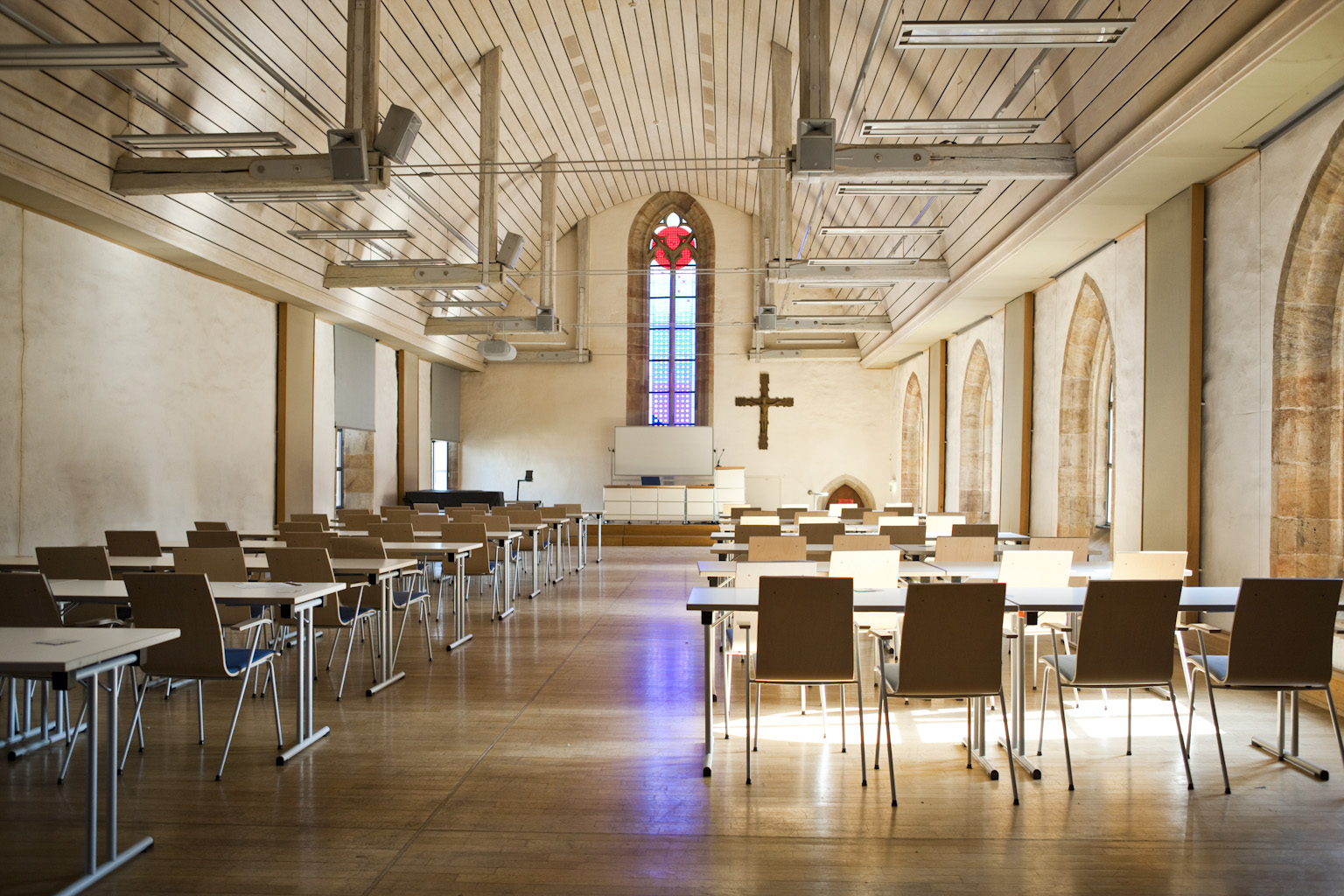
Katholisch-Theologische Fakultät der Universität Erfurt (Coelicum in der Domstraße)

Die Universität Erfurt gliedert sich in vier Fakultäten mit einem geisteswissenschaftlichen Profil. Zur bereits seit den 1950er-Jahren bestehenden Lehrerausbildung/Pädagogik kamen 1999 noch die staatswissenschaftlichen Disziplinen und die Kommunikationswissenschaft hinzu. Die Ausbildung in den geisteswissenschaftlichen Kernfächern wie Philosophie, Geschichte oder Literaturwissenschaft wurde vom für Lehramt üblichen Rahmen auf ein Vollstudium ausgedehnt. Seit 2003 gehört auch die zuvor von der katholischen Kirche getragene Theologische Fakultät Erfurt als vierte Fakultät rechtlich zur Universität. Seit Dezember 2004 hat die Katholisch-Theologische Fakultät die nach dem ehemaligen Besitzer benannte Villa Martin auf dem Campus der Universität Erfurt als Dienstgebäude. Die Katholisch-Theologische Fakultät ist deutlich kleiner als die anderen drei Fakultäten.
Die Universität Erfurt versteht sich als eine geisteswissenschaftliche Reformuniversität mit kultur- und gesellschaftswissenschaftlichem Profil. Der interdisziplinäre Anspruch findet in dem zentralen Campus Ausdruck, der alle Fachrichtungen auch räumlich miteinander verbindet.
- Staatswissenschaftliche Fakultät mit Sitz im Lehrgebäude 1
  - wirtschaftswissenschaftliche Richtung (Volkswirtschafts- und Betriebswirtschaftslehre)
  - sozialwissenschaftliche Richtung (Politikwissenschaft, Soziologie und Internationale Beziehungen)
  - rechtswissenschaftliche Richtung (Öffentliches und Zivilrecht, Grundlagen des Rechts)
  - Willy Brandt School of Public Policy (ehemals: Erfurt School of Public Policy (ESPP); zentrale wissenschaftliche Einrichtung in Kooperation mit der Staatswissenschaftlichen Fakultät)

- Philosophische Fakultät mit Sitz im Lehrgebäude 4
  - Fachbereich für Geschichtswissenschaft
  - Fachbereich für Kommunikationswissenschaft
  - Fachbereich für Literaturwissenschaft
  - Fachbereich für Philosophie
  - Fachbereich für Religionswissenschaft
  - Fachbereich für Sprachwissenschaft
  - Fachbereich für Wissenskulturen der Europäischen Neuzeit

- Erziehungswissenschaftliche Fakultät mit Sitz im Lehrgebäude 2
  - Fachgebiet Allgemeine Erziehungswissenschaft und Empirische Bildungsforschung
  - Fachgebiet Berufspädagogik und betriebliche Weiterbildung/ Erwachsenenbildung
  - Fachgebiet Grundschulpädagogik und Kindheitsforschung
  - Fachgebiet Kunst (im Lehrgebäude 3 in der Altstadt)
  - Fachgebiet Mathematik und Mathematikdidaktik
  - Fachgebiet Musik (im Lehrgebäude 3 in der Altstadt)
  - Fachgebiet Psychologie
  - Fachgebiet Schulpädagogik
  - Fachgebiet Sonder- und Sozialpädagogik
  - Fachgebiet Sport- und Bewegungswissenschaften
  - Fachgebiet Technische Wissenschaften und Betriebliche Entwicklung (in Kooperation mit der FH Erfurt)
  - Fachgebiet Evangelische Theologie

- Katholisch-Theologische Fakultät mit Sitz in der Domstraße 10
  - Fachgebiet Alte Kirchengeschichte, Patrologie und Ostkirchenkunde
  - Fachgebiet Christliche Sozialwissenschaft
  - Fachgebiet Christliche Weltanschauung, Religions- und Kulturtheorie
  - Fachgebiet Dogmatik
  - Fachgebiet Exegese und Theologie des Alten Testaments
  - Fachgebiet Exegese und Theologie des Neuen Testaments
  - Fachgebiet Fundamentaltheologie und Religionswissenschaft
  - Fachgebiet Kirchengeschichte des Mittelalters und der Neuzeit
  - Fachgebiet Kirchenrecht
  - Fachgebiet Liturgiewissenschaft
  - Fachgebiet Moraltheologie und Ethik
  - Fachgebiet Pastoraltheologie und Religionspädagogik
  - Fachgebiet Philosophie

- Studium Fundamentale: Im für alle belegungspflichtigen Studium Fundamentale (im Hauptfach integriert) sollen die Studierenden einen Einblick in die Inhalte anderer Studienfächer erhalten und so lernen, sich auch mit fachfremden Inhalten auseinanderzusetzen. Das Studium Fundamentale ermöglicht es, allgemeine soziale und persönlichkeitsbildende Kompetenzen zu vertiefen, insbesondere Urteilskompetenz, Vermittlungskompetenz, soziale Kompetenz inklusive interkultureller Kompetenz sowie ästhetische Kompetenz. Diese Kompetenzen sollen insbesondere zur Bearbeitung gesellschaftlicher Herausforderungen befähigen und anhand solcher Fragestellungen bearbeitet werden.
- Max-Weber-Kolleg, „Centre for Advanced Cultural and Social Studies“ und Graduiertenkolleg für Soziologie, Geschichtswissenschaft, Religionswissenschaft, Wirtschaftswissenschaft, Rechtswissenschaft, Theologie und Philosophie[22]
- Graduiertenkolleg „Mediale Historiographien“

## Studiengänge

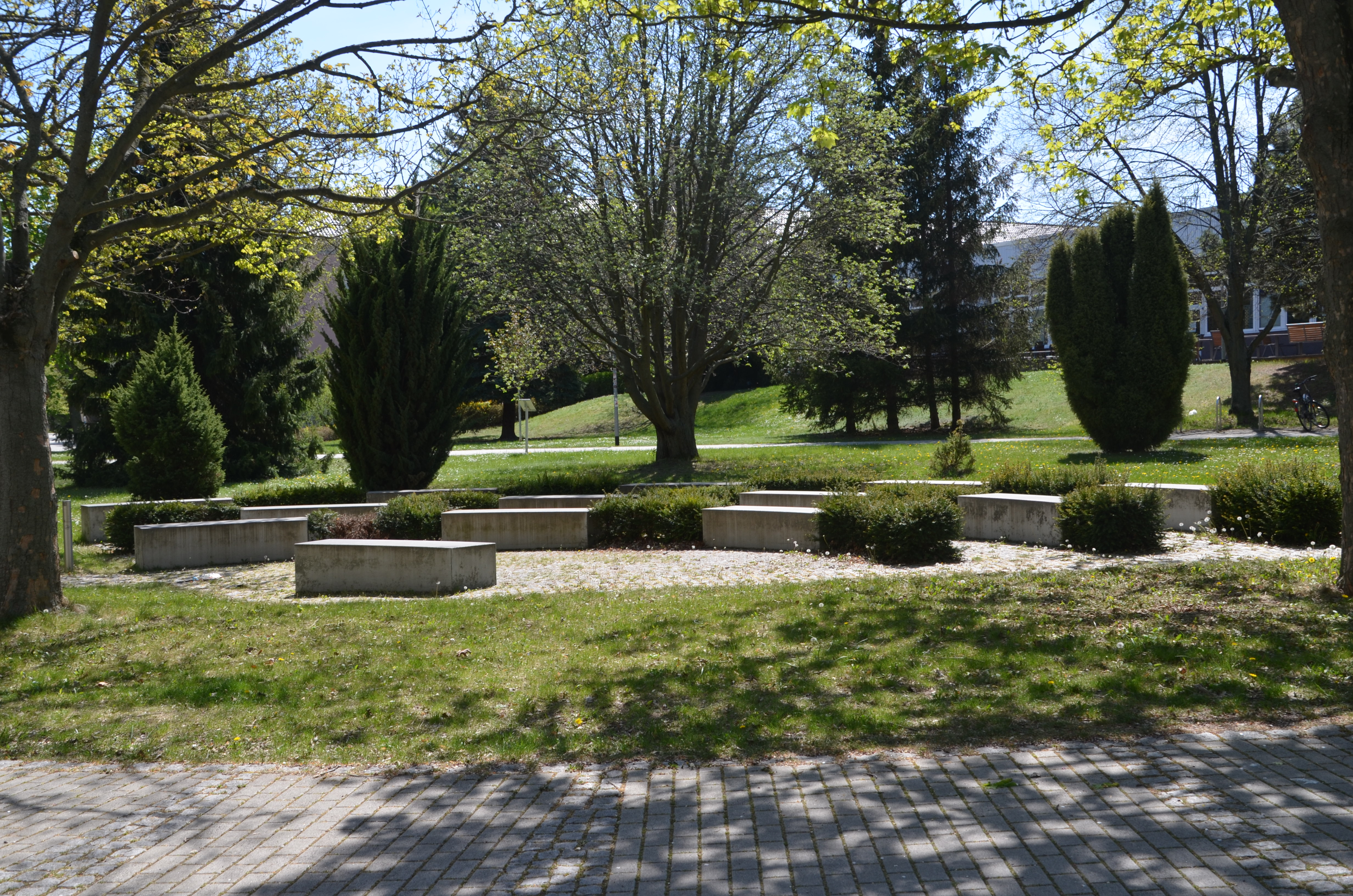
Grüner Hörsaal vor der Staatswissenschaftlichen Fakultät

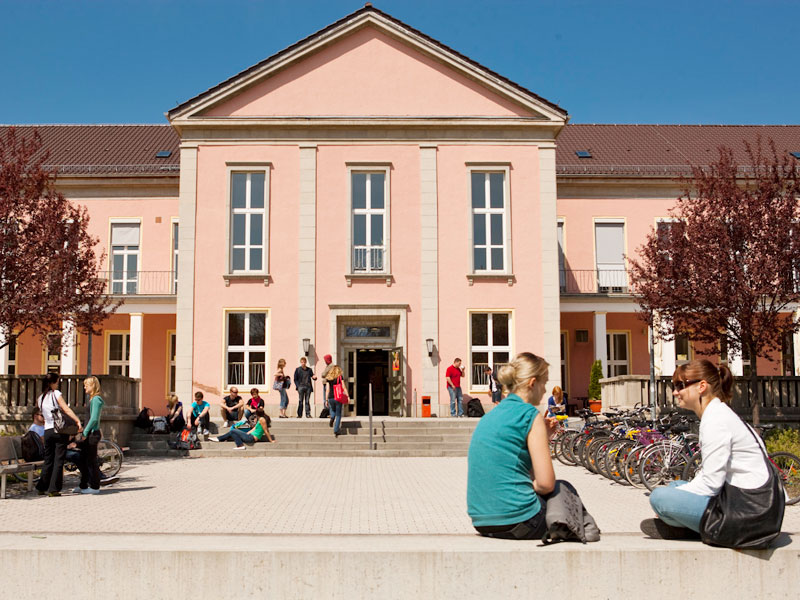
Verwaltungsgebäude der Universität Erfurt

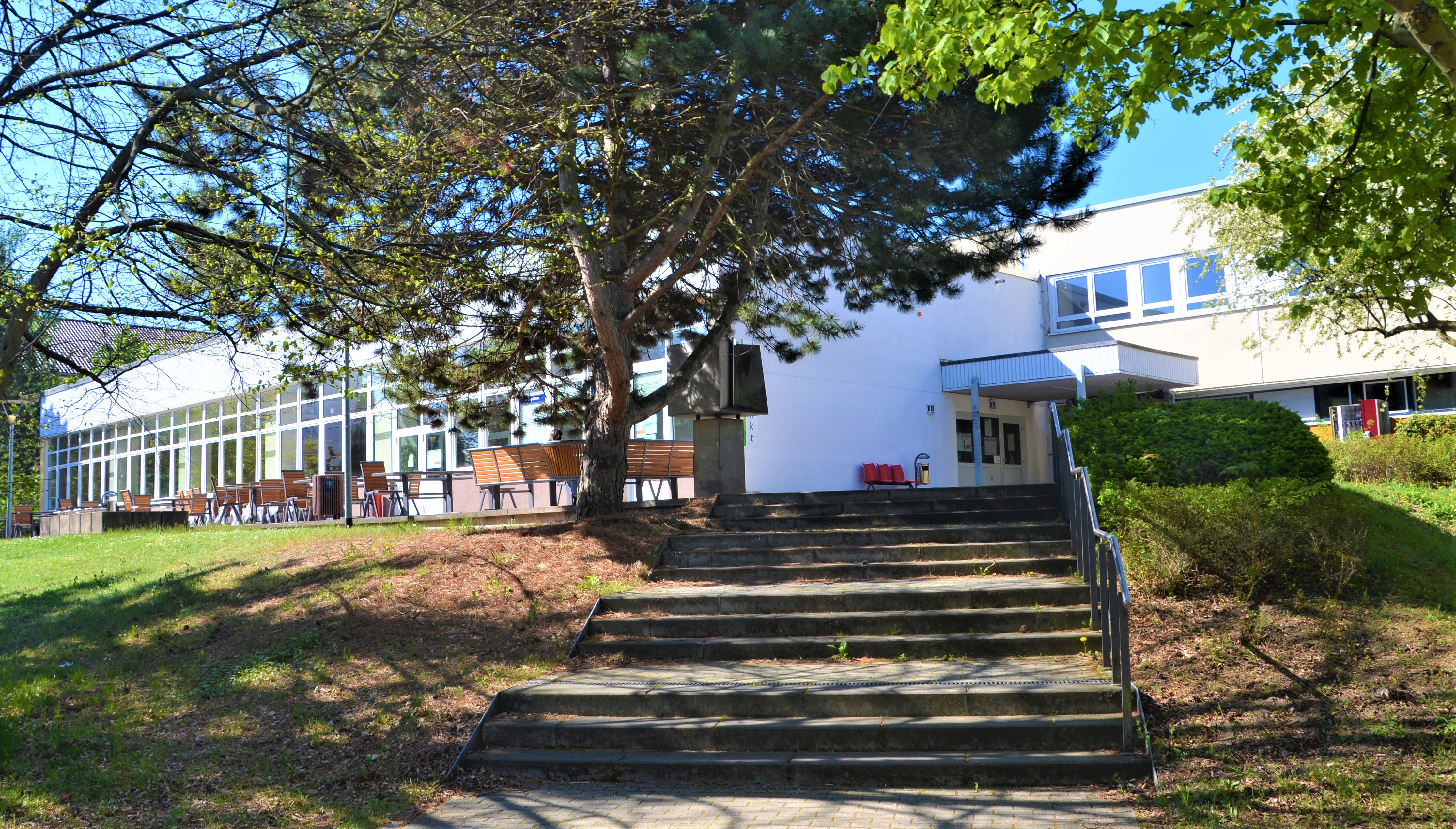
Mensa auf dem Campus

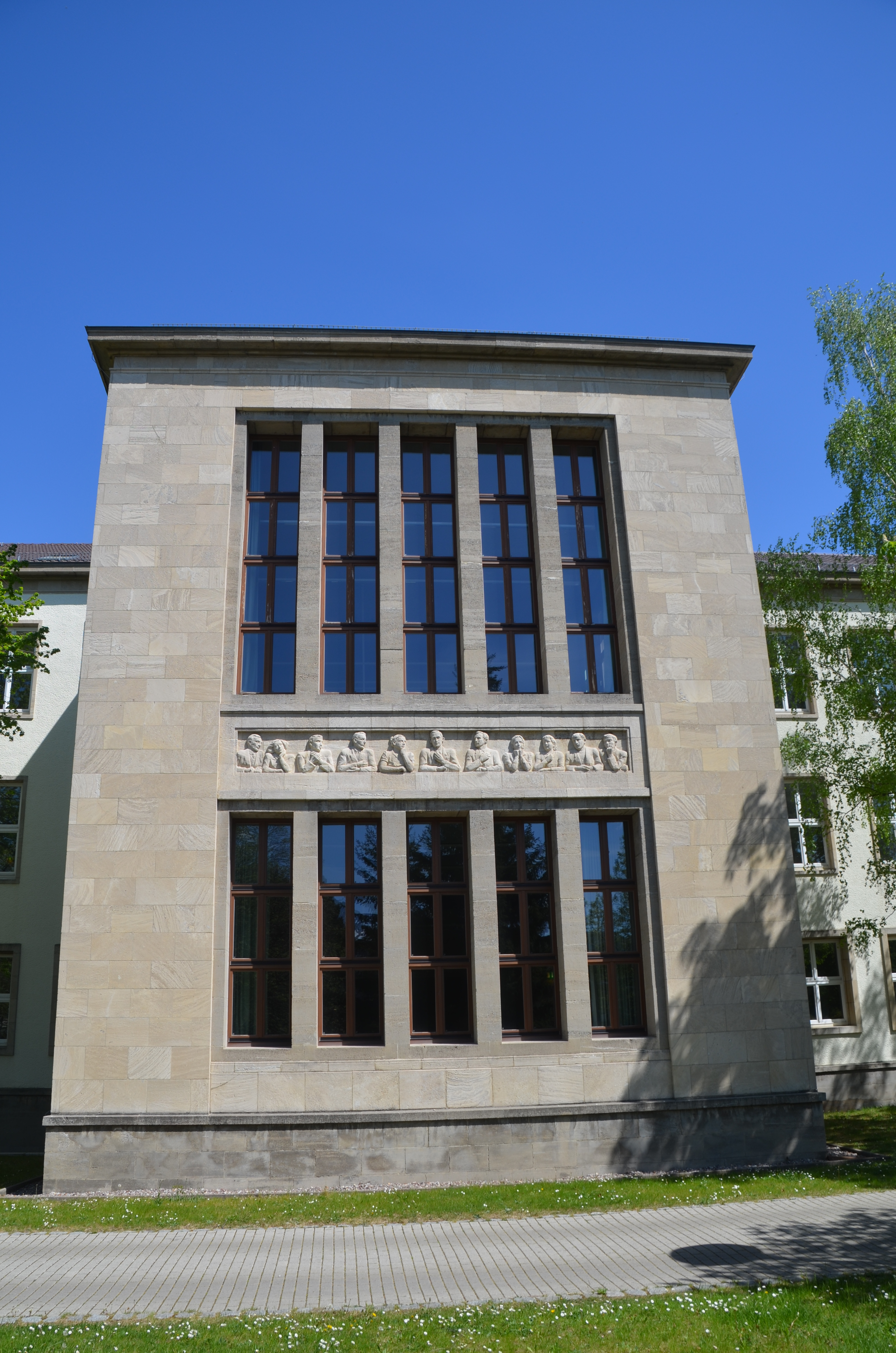
Hörsaalbau am Lehrgebäude 1

### Grundständiger Magister-Studiengang
- Katholische Theologie

### Bachelor-Studienrichtungen
- Anglistik / Amerikanistik (B.A.)
- Erziehungswissenschaft (B.A.)
- Evangelische Religion (B.A.)
- Förder- und Inklusionspädagogik (B.A.)
- Germanistik (B.A.)
- Geschichtswissenschaft (B.A.)
- Internationale Beziehungen (B.A.)
- Katholische Religion (B.A.)
- Kommunikationswissenschaft (B.A.)
- Kunst (B.A.)
- Lehr-/Lern- und Trainingspsychologie (B.A.)
- Literaturwissenschaft (B.A.)
- Management (B.A.)
- Mathematik (B.A.)
- Musik (B.A.)
- Primarpädagogik (B.A.)
- Philosophie (B.A.)
- Religionswissenschaft (B.A.)
- Romanistik (B.A.)
- Slawistik (B.A.)
- Sport- und Bewegungspädagogik (B.A.)
- Staatswissenschaften – Rechtswissenschaften (B.A.)
- Staatswissenschaften – Sozialwissenschaften (B.A.)
- Staatswissenschaften – Wirtschaftswissenschaften (B.A.)
- Technik (B.A.)

### Master-Studiengänge
- Angewandte Linguistik – Erwerb, Verarbeitung und Verwendung von Sprache (M.A.)
- Demokratie und Wirtschaft (M.A.)
- Erziehungswissenschaft – Innovation und Management im Bildungswesen (M.A.)
- Geschichte transkulturell (M.A.)
- Geschichte und Soziologie/Anthropologie des Vorderen Orients in globaler Perspektive (M.A.) – auslaufend
- Gesundheitskommunikation (M.A.)
- Globale Kommunikation: Politik und Gesellschaft (M.A.)
- Kinder- und Jugendmedien (M.A.)
- Lehramt berufsbildende Schule (MEd)
- Lehramt Förder- und Inklusionspädagogik (MEd)
- Lehramt Grundschule (MEd)
- Lehramt Gymnasien (Staatsexamen): Katholische Religionslehre – in Kooperation mit Uni Jena
- Lehramt Regelschule (MEd), auch dual
- Lehramt Regelschule (Staatsexamen): Katholische Religionslehre – in Kooperation mit Uni Jena
- Literaturwissenschaft: Texte.Zeichen.Medien (M.A.)
- Philosophie (Sprache – Wissen – Handlung) (M.A.)
- Psychologie mit dem Schwerpunkt Lehren, Lernen und Kompetenzentwicklung (M.Sc.)
- Religionswissenschaft/Religious Studies (M.A.)
- Sammlungsbezogene Wissens- und Kulturgeschichte (M.A.) – auslaufend
- Sonder- und Integrationspädagogik (M.A.)
- Staatswissenschaften (M.A.)
- Theologie und Wirtschaft (M.A.)

### Weiterbildende Master-Studiengänge
- Public Policy (M.P.P.)

## Campus & Studentenleben

### Verfasste Studierendenschaft der Universität Erfurt
Die Verfasste Studierendenschaft besteht aufgrund des Thüringer Hochschulgesetzes und gliedert sich gemäß ihrer Satzung in Fachschaftsräte, die auf Ebene der Studienrichtungen eine Vertretung gegenüber der Fachbereichsleitungen und Professorenschaft ausüben, und dem Studierendenrat, der eine Gesamtvertretung darstellt. Alle immatrikulierten Studierenden der Universität sind zugleich Mitglied der Verfassten Studierendenschaft als Körperschaft des öffentlichen Rechts. Bezweckt wird eine Vertretung gegenüber der Hochschulleitung sowie eine Förderung der studentischen Kultur. Die Verfasste Studierendenschaft erhebt auf Grundlage der Beitragsordnung einen Beitrag, mit dem auf Antrag Veranstaltungen von Fachschaftsräten, Hochschulgruppen und einzelnen Studierenden gefördert werden können.

### Studentengemeinden
In Erfurt gibt es die Evangelische Studentengemeinde und die Katholische Studentengemeinde sowie Studenten für Christus (SfC).

### Studentenclub

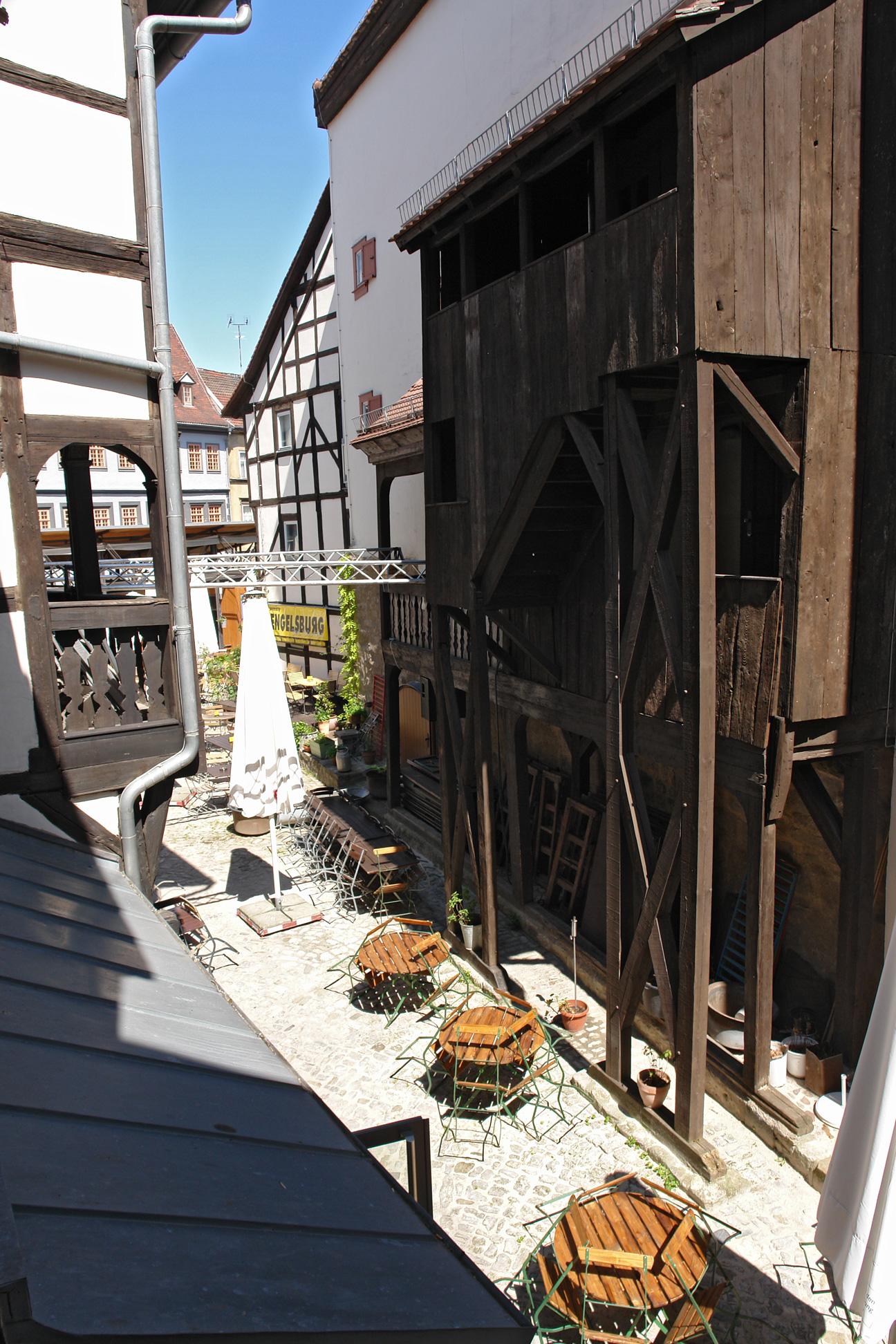
Hofansicht der Engelsburg

Das Studentenzentrum Engelsburg ist der Ort für studentische und kulturelle Begegnung in der Erfurter Altstadt. 1968 wurde von Studierenden der Medizinischen Akademie Erfurt mit einer Vielzahl von ehrenamtlichen Stunden der Grundstein für eine heute professionelle Kultur- und Gastronomiearbeit gelegt. Der Verein Studentenzentrum Engelsburg e. V. organisiert regelmäßig Konzerte, Lesungen, Filmnächte, Theatervorstellungen, Vorträge und vieles mehr.

### Studentische Gruppen
An der Universität Erfurt existieren zahlreiche studentische Gruppen, so etwa politische und konfessionelle Hochschulgruppen, eine Amnesty-International-Hochschulgruppe, die Jungen Europäischen Föderalisten, AEGEE Erfurt e. V. und MARKET TEAM – Verein zur Förderung der Berufsausbildung e. V. Die seit 2004 an der Universität tätige Arbeitsgemeinschaft Nachhaltigkeit erreichte bereits die komplette Umstellung der Drucker und Kopierer auf Ökopapier. Für den internationalen Austausch sorgen die verschiedenen Projekte wie die Hochschulgruppe ICE (Internationaler Campus Erfurt), Café International, Springboard to Learning, Fremde werden Freunde – Eine Initiative für Toleranz und Gastfreundschaft in Erfurt oder der internationale Stammtisch.
Am Universitätsstandort Erfurt besitzen die studentischen Korporationen Erfurter Wingolf Georgia und der W.K.St.V. Unitas Ostfalia zu Erfurt einen Aktivenbetrieb und sind als Hochschulgruppen anerkannt.

### Studentenmedien
An der Universität Erfurt gab es diverse studentische Printmedien. Von 2009 bis 2012 erschien die von Studierenden herausgegebene Literaturzeitschrift Wortwuchs. Die ebenfalls studentische Zeitung Campus Echo erscheint seit 2005 vierteljährlich. Die studentische Zeitung Zett-eL wurde im Wintersemester 2011/12 gegründet und berichtete bis 2016 insbesondere über die Politik des Studierendenrates der Universität Erfurt und andere hochschulrelevante Themen. Außerdem erschien von 2010 bis 2015 zwei Mal im Semester die Zeitung Lemma, die gemeinsam von Studierenden der Friedrich-Schiller Universität Jena, der Bauhaus-Universität Weimar, der Universität Erfurt und der Technischen Universität Ilmenau herausgegeben wurde.
Die Studierendenredaktion UNIversal sendet seit 2014 einmal im Monat eine einstündige Magazinsendung auf Radio F.R.E.I. und berichtet auf ihrer Webseite über studentische Themen.

## Projekte

### National Model United Nations
Im Sommersemester 2003 hat sich erstmals eine Model-United-Nations-Projektgruppe an der Universität gebildet. Das Ziel der studentischen Initiative ist seither die Teilnahme am renommierten National Model United Nations NMUN in New York, mit über 3000 Studierenden eine der größten UNO-Simulationen weltweit.
Bei den National Model United Nations Conferences 2006 und 2009 wurde die Gruppe der Universität Erfurt jeweils mehrmals ausgezeichnet und schloss 2006 zudem als beste deutsche Gruppe ab. Sowohl 2007 als auch 2008 wurden die teilnehmenden Delegationen ausgezeichnet. Auch im Jahr 2012 erhielt die Delegation aus Erfurt eine Auszeichnung und zählte zu den besten Teilnehmern.
Die Gruppe ist ebenso regelmäßig an der Organisation kleinerer Vorbereitungs-MUNs, wie z. B. Erfurt Model United Nations (EfMUN) beteiligt.

### Kinder-Uni
Die Universität beteiligt sich seit 2005 an der ganzjährig stattfindenden „Kinder-Uni Erfurt“. Kinder im Alter von 8 bis 14 Jahren können dabei an speziell für sie konzipierten Veranstaltungen teilnehmen. Dort bringen Hochschullehrer den Kindern in Workshops und Vorlesungen vor allem medizinische, sozial- naturwissenschaftliche Themen näher und beantworten Fragen. Die Universität arbeitet dabei mit der Fachhochschule Erfurt und dem Klinikum Erfurt zusammen.

### Erfurter Herbstlese
Die Erfurter Herbstlese ist ein literarisches Projekt, das durch den Gründungsrektor Peter Glotz maßgeblich mitgeprägt wurde und von der Universität Erfurt gemeinsam mit Partnern wie der Thüringer Allgemeinen veranstaltet wird. Die Lesereihe findet seit 1997 jährlich von Ende Oktober bis Anfang Dezember statt. Dabei stellen bekannte Autoren Deutschlands (beispielsweise Martin Walser oder der Schauspieler und Autor Armin Mueller-Stahl), aber auch Nachwuchs-Autoren ihre Werke vor.

## Persönlichkeiten der Universität
Siehe: Liste bekannter Persönlichkeiten der Universität Erfurt, Liste der Rektoren und Präsidenten der Universität Erfurt und Kategorie:Hochschullehrer (Universität Erfurt)

## Logo

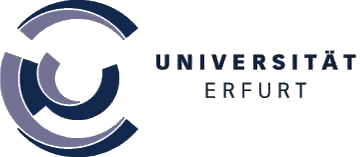
Bis 2019
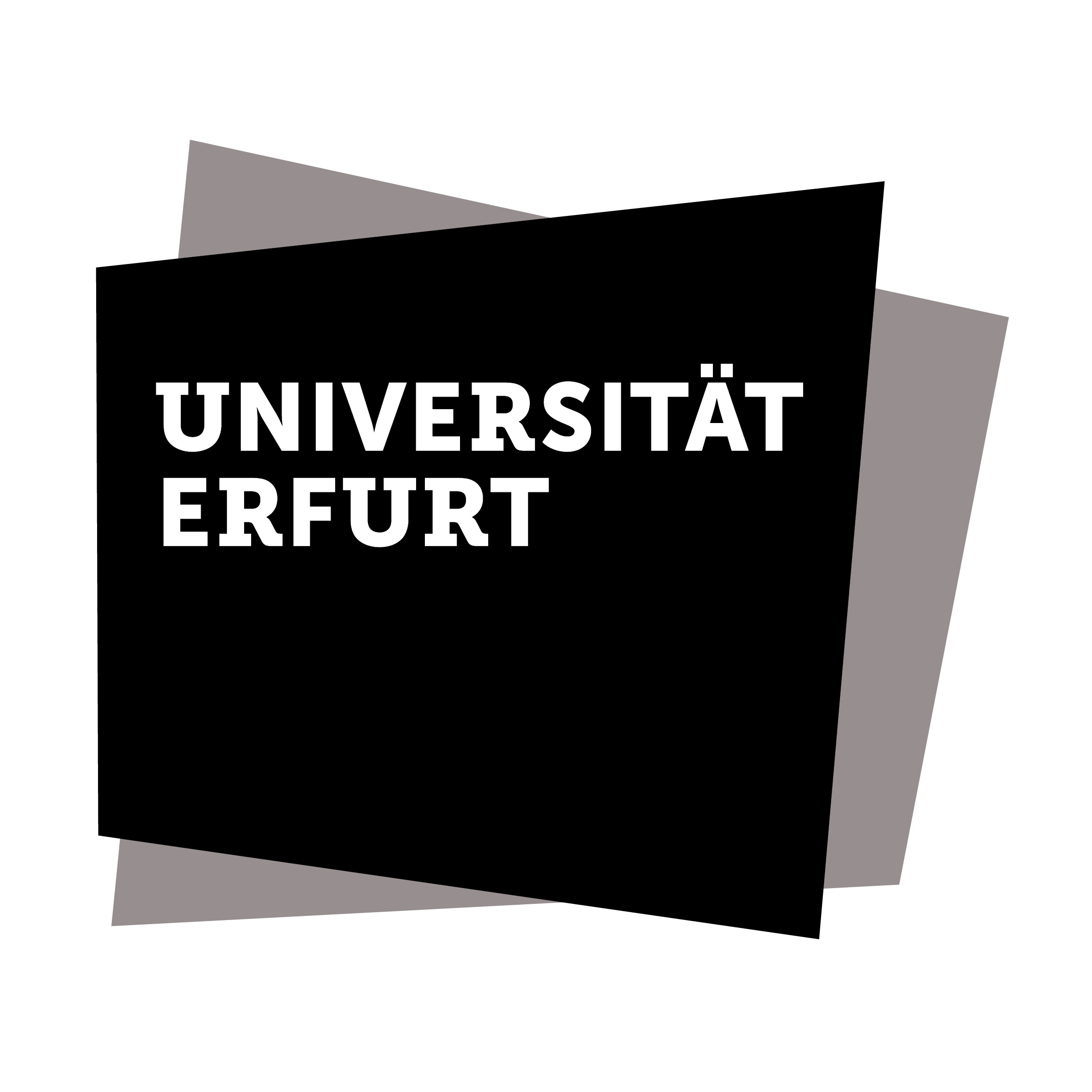
Seit 2019